# A Tale of Love and Darkness (película)
A Tale of Love and Darkness (Una historia de amor y oscuridad, en español) es una película dramática israelí del 2015, escrita y dirigida por Natalie Portman (su debut como directora; también aparece en uno de los papeles principales). Hablada completamente en hebreo, está basada en la novela homónima, autobiográfica, del autor israelí Amos Oz. Se presentó en la selección de la Cámara de Oro en el Festival de Cannes del 2015.

## Sumario
Una saga familiar y un autorretrato mágico de un escritor que fue testigo del nacimiento de una nación y vivió a través de su turbulenta historia. Una historia de amor y oscuridad es la historia de un niño que crece en Jerusalén devastada por la guerra, en un pequeño apartamento lleno de libros en doce idiomas y parientes que hablan casi la misma cantidad. La historia de un adolescente cuya vida ha cambiado para siempre por el suicidio de su madre. La historia de un hombre que sale de las limitaciones de su familia y la comunidad al unirse a un kibbutz, cambiar su nombre, casarse, tener hijos. La historia de un escritor que se convierte en un participante activo en la vida política de su nación.

## Reparto
- Natalie Portman como Fania Klausner nacida Mussman.
- Gilad Kahana como Arieh Klausner.
- Amir Tessler como Amos Klausner.
- Ohad Knoller como Israel Zarchi.
- Makram Khoury como Halawani.
- Shira Haas como Fania Mussman.
- Neta Riskin